# 15. Panzergrenadier-Division
Die 15. Panzergrenadier-Division war ein Großverband des Heeres der deutschen Wehrmacht im Zweiten Weltkrieg.

## Geschichte

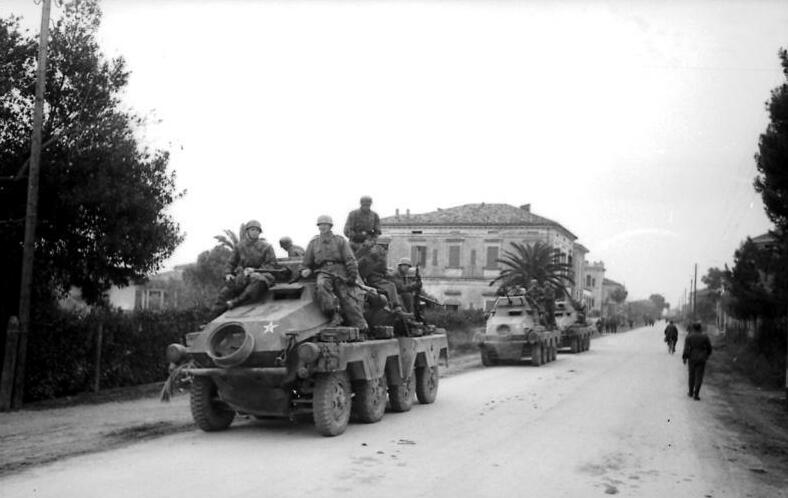
Fallschirmjäger auf Spähpanzer der Panzer-Aufklärungs-Abteilung 115 der 15. Panzergrenadier-Division in einer Ortschaft in Italien (1943)

### Aufstellung
Nachdem die deutsch-italienischen Truppen im Mai 1943 in Tunesien kapituliert hatten, sammelten sich auf Sizilien Verbände, die eigentlich noch nach Nordafrika überführt werden sollten. Aus ihnen wurde das provisorische Divisionskommando Sizilien gebildet. Daraus entstand am 1. Juli 1943 die 15. Panzergrenadier-Division, die bis Mitte 1944 an der italienischen Front verwendet wurde.

### Operation Husky
Nach der alliierten Landung in Sizilien am 10. Juli 1943 kämpfte die 15. Panzergrenadier-Division im Rahmen des XIV. Panzerkorps der 10. Armee auf der Insel. Bis zum 8. August wich sie kämpfend nach Norden zurück und setzte bis zum 16. August auf das italienische Festland über.

### Salerno
Danach lag die Division als Reserve im Raum Neapel. Teile wurden ab 9. September bei der Bekämpfung der alliierten Landung in der Bucht von Salerno eingesetzt. Danach zog sich die Division als Teil des XIV. Panzerkorps weiter nach Norden zurück.

### Gustav-Linie
Von Oktober 1943 bis Juni 1944 verteidigte sie an wechselnden Brennpunkten die Gustav-Linie südlich von Rom. Bei Gegenangriffen u. a. auf Aprilia erlitt sie schwere Verluste.
Am 30. Mai 1944 verließ ein Transport mit 31 neuen Jagdpanzern IV für die Panzerjäger-Abteilung 33 der Division das Heereszeugamt.
Ab Juni Rückzug unter dem Kommando des LI. Gebirgskorps in die Toskana südwestlich von Florenz.

### Verlegung nach Frankreich
Ende Juli 1944 verlegte die 15. Panzergrenadier-Division an die Westfront zur 1. Armee der Heeresgruppe G in den Raum südlich von Paris und Troyes. Am 19. August verließ ein Transport mit 6 neuen Jagdpanzern IV als Ersatz für Verluste der Panzerjäger-Abteilung 87 das Heereszeugamt.
Es folgten Abwehrkämpfe bei Verdun und der weitere Rückzug über Lothringen in das Saargebiet.

### Westwall
Im Oktober/November 1944 erfolgten im Saarland Kämpfe noch vorwärts des Westwalls.

### Ardennenoffensive
Danach, in Vorbereitung der Ardennenoffensive, verlegte die 15. Panzergrenadier-Division zur 7. Armee der Heeresgruppe B. Beim XXXXVII. Panzerkorps übernahm es den Flankenschutz für die letztendlich gescheiterte Offensive.

### Niederrhein
Im Februar/März wechselte sie zum LXXXVI. Armeekorps der 1. Fallschirm-Armee in den Raum um Kleve.

### Kapitulation
Nach weiteren Rückzügen kapitulierte sie am 5. Mai 1945 um Lamstedt und ging in britische Gefangenschaft.

## Kriegsverbrechen
Angehörige verschiedener Einheiten der Division waren zwischen September 1943 und Juli 1944 an zahlreichen Kriegsverbrechen in Süd- und Mittelitalien beteiligt. Die Aktionen lassen sich grob in zwei zeitlich und räumlich unterschiedliche Bereiche aufgliedern, wobei der Großteil der Exzesse gegenüber der Zivilbevölkerung zwischen Ende September und Dezember 1943 im Bereich der Gustav-Linie zu verzeichnen waren und ein kleinerer Teil im Sommer 1944 in der Toskana. Laut dem von der Deutschen Bundesregierung finanzierten und von einer Historikerkommission geleiteten Projekts Atlante degli Stragi Naziste e Fasciste in Italia (dt. Atlas der nazistischen und faschistischen Massaker in Italien) wurden zwischen September 1943 und Juli 1944 etwa zwischen 300 und 400 Personen durch Angehörige der 15. Panzergrenadier-Division getötet.

### Massaker bei Bellona
Darunter fiel das am 7. Oktober 1943 von Angehörigen des Panzergrenadier-Regiments 115 verübte Massaker in einem Tuffsteinbruch bei Bellona in der Provinz Caserta, dem über 50 Personen, davon der Großteil Zivilisten, zum Opfer fielen. Durch anschließendes Sprengen des Steinbruchs versuchte man zudem die Tat zu vertuschen.

### Massaker in Vallerotonda
Angehörige des I. Bataillons des gleichen Regiments vollführten am 28. Dezember 1943 in Vallerotonda in der Provinz Frosinone ein weiteres Massaker, bei dem wahllos über 40 Zivilisten, darunter Frauen und Kinder, erschossen wurden.

### Frankreich
Nach dem Abzug an die Westfront kam es dort durch Divisionsangehörige in Saint-Léger sowie in Bar-sur-Seine und Mesnil-Saint-Père zu weiteren Kriegsverbrechen.

## Gliederung
| 15. Panzergrenadier-Division Juli 1943                                                       | 15. Panzergrenadier-Division Dezember 1943                    |
| -------------------------------------------------------------------------------------------- | ------------------------------------------------------------- |
| - Panzer-Abteilung 215                                                                       | - Panzer-Abteilung 115                                        |
| - Panzergrenadier-Regiment 104 - Panzergrenadier-Regiment 115 - Panzergrenadier-Regiment 129 | - Panzergrenadier-Regiment 104 - Panzergrenadier-Regiment 129 |
| - Artillerie-Regiment (mot.) 33                                                              | - Artillerie-Regiment (mot.) 33                               |
| - Werfer-Abteilung Sizilien                                                                  |                                                               |
| - Heeres-Flak-Artillerie-Abteilung (mot.) 33                                                 | - Heeres-Flak-Artillerie-Abteilung (mot.) 33                  |
| - Schnelle Abteilung 15                                                                      | - Panzeraufklärungs-Abteilung 115                             |
| - Panzerjäger-Abteilung 33                                                                   | - Panzerjäger-Abteilung 33                                    |
| - Pionier-Bataillon (mot.) 33                                                                | - Pionier-Bataillon (mot.) 33                                 |
| - Nachrichten-Abteilung 33                                                                   | - Nachrichten-Abteilung 33                                    |

## Kommandeure
- Generalleutnant Eberhard Rodt, 1. Juli bis 3. Oktober 1943
- Oberst Ernst-Günther Baade, 3. Oktober bis 20. November 1943 m. d. F. b.
- Generalleutnant Eberhard Rodt, 20. November 1943 bis 9. Oktober 1944
- Oberst Karl-Theodor Simon, 9. September bis 1. November 1944 m. d. F. b.
- Oberst Hans-Joachim Deckert, 1. November 1944 bis 27. Januar 1945 m. d. F. b.
- Generalleutnant Eberhard Rodt, 27. Januar bis 8. Mai 1945.

m.d.F.b. (mit der Führung beauftragt) bedeutet, dass der etatmäßige Divisionskommandeur infolge von Krankheit, Verwundung oder Urlaub für eine längere Zeit nicht bei der Division ist und durch einen geeigneten Offizier vertreten wird.

## Auszeichnungen
17 Angehörigen der 15. Panzergrenadier-Division wurde das Ritterkreuz verliehen und 50 das Deutsche Kreuz in Gold.
| Name                           | Auszeichnung | Verleihungsdatum | Dienstgrad         | Einheit                                         |
| ------------------------------ | ------------ | ---------------- | ------------------ | ----------------------------------------------- |
| Rodt, Eberhard                 | Eichenlaub   | 28. Apr. 1945    | Generalleutnant    | Kdr. 15. Panzergrenadier-Division               |
| Born, Heinrich                 | Ritterkreuz  | 14. Apr. 1945    | Oberleutnant       | Führer der 4./ Pz.Gren.Rgt. 104                 |
| Jözwiak, Gerhard               | Ritterkreuz  | 17. März 1945    | Unteroffizier      | Zugführer in der 12./ Pz.Gren.Rgt. 112          |
| Jünemann, Walter               | Ritterkreuz  | 4. Okt. 1944     | Feldwebel          | Kompanietruppführer in der 4./ Pz.Gren.Rgt. 112 |
| Bischoff, Leonard              | Ritterkreuz  | 30. Apr. 1945    | Leutnant           | Zugführer 1./Pz.Gren.Rgt. 115                   |
| Dyroff, Adam                   | Ritterkreuz  | 11. Dez. 1944    | Major              | Kdr. III./Pz.Gren.Rgt. 115                      |
| Klose, Helmut                  | Ritterkreuz  | 16. Nov. 1944    | Oberfeldwebel      | Kp.Truppfhr. 6./Pz.Gren.Rgt. 115                |
| Maucke, Wolfgang               | Ritterkreuz  | 18. Feb. 1945    | Oberst             | Kdr. Pz.Gren.Rgt. 115                           |
| Schauwecker, Heinz-Eugen       | Ritterkreuz  | 31. Dez. 1944    | Oberleutnant d. R. | Chef 7./Pz.Gren.Rgt. 115                        |
| Weichsel, Ernst                | Ritterkreuz  | 5. Mai 1945      | Major              | Kdr. II./Pz.Gren.Rgt. 115                       |
| Winterhoff, Karl               | Ritterkreuz  | 18. Dez. 1944    | Leutnant d.R.      | Zugführer 6./Pz.Gren.Rgt. 115                   |
| Hübner, Alois                  | Ritterkreuz  | 5. Dez. 1943     | Oberfeldwebel      | Zugführer I./Pz.Gren.Rgt. 129                   |
| Steuer, Friedrich-Wilhelm      | Ritterkreuz  | 26. Aug. 1943    | Major              | Kdr. I./Pz.Gren.Rgt. 129                        |
| Zapf, Albert                   | Ritterkreuz  | 23. Feb. 1944    | Oberleutnant       | Fhr. III./Pz.Gren.Rgt. 129                      |
| Meder, Albert                  | Ritterkreuz  | 5. Nov. 1944     | Major d. R.        | Kdr. Pz.Jg.Abt. 33                              |
| Freiherr von der Borch, Alhard | Ritterkreuz  | 19. Aug. 1944    | Rittmeister        | Kdr. Pz.Aufkl.Abt. 115                          |
| Schwermann, Paul               | Ritterkreuz  | 11. März 1945    | Hauptmann          | Fhr. Heeres-Flak-Abt. 315                       |

## Bekannte Divisionsangehörige
- Hansgeorg Model (1927–2016), Brigadegeneral a. D. der Bundeswehr und Militärschriftsteller